# Alby (Ånge)
Ånge è un'area urbana della Svezia situata nel comune di Ånge, contea di Västernorrland.
La popolazione rilevata nel censimento 2010 era di 2 872 abitanti .